# 云和梯田
云和梯田位于中华人民共和国浙江省丽水市云和县崇头镇境内海拔高度高度200至1400米的山地丘陵地带，总面积约50平方公里，最多处达700余层，为华东地区最大的梯田群。

## 历史
云和梯田始开发于唐，兴于元、明。在明洪武年间，大规模的梯田水稻种植业同当地的银矿开采、冶炼活动有较大关联。
明末清初，畲民大量迁入，梯田耕作渐成规模。
现代农业兴起后，因梯田地块小，不利于大型农业机械运作，加之农村劳动力流失等因素，云和梯田的土地抛荒率高企。21世纪以来，当地开展梯田土地流转复垦，通过引入外来承包主体推进粮食种植和地块整治，累计生态修复梯田超5000亩。
2011年，云和梯田景区获评国家4A级旅游景区。2020年，通过景观质量评审，列入国家5A级旅游景区创建名单。
作为瓯江重要支流浮云溪的源头地带，2011年，云和梯田被评为浙江省省级湿地公园。2014年，国家林业局发布国家湿地公园试点工作通知，云和梯田被批准自2015年开始试点建设工作，公园总面积2192.4公顷，其中湿地面积875.3公顷。2019年，浙江云和梯田国家湿地公园通过验收，正式列入国家湿地公园名录。
2017年，浙江云和梯田农业系统入选农业部第三批中国重要农业文化遗产名单。
2024年2月6日，云和梯田升格为国家5A级旅游景区。

## 相关民俗
梯田开耕历来有迎神、祭神田的习俗。同治版《云和县志》卷十五记载：“邑有迎神之举，由来旧矣”。中华人民共和国建国后，该习俗一度衰落，改革开放后复苏。2006年以来，当地每年开展梅源芒种开犁节，依古制举办设纽迎神、祭神田、犒牛、开犁、巡游祈福等一系列活动。
2021年，梅源芒种开犁节作为农历二十四节气中芒种的民俗活动代表，入选第五批（扩展）国家级非物质文化遗产代表性项目。